# جايمس تومكنز

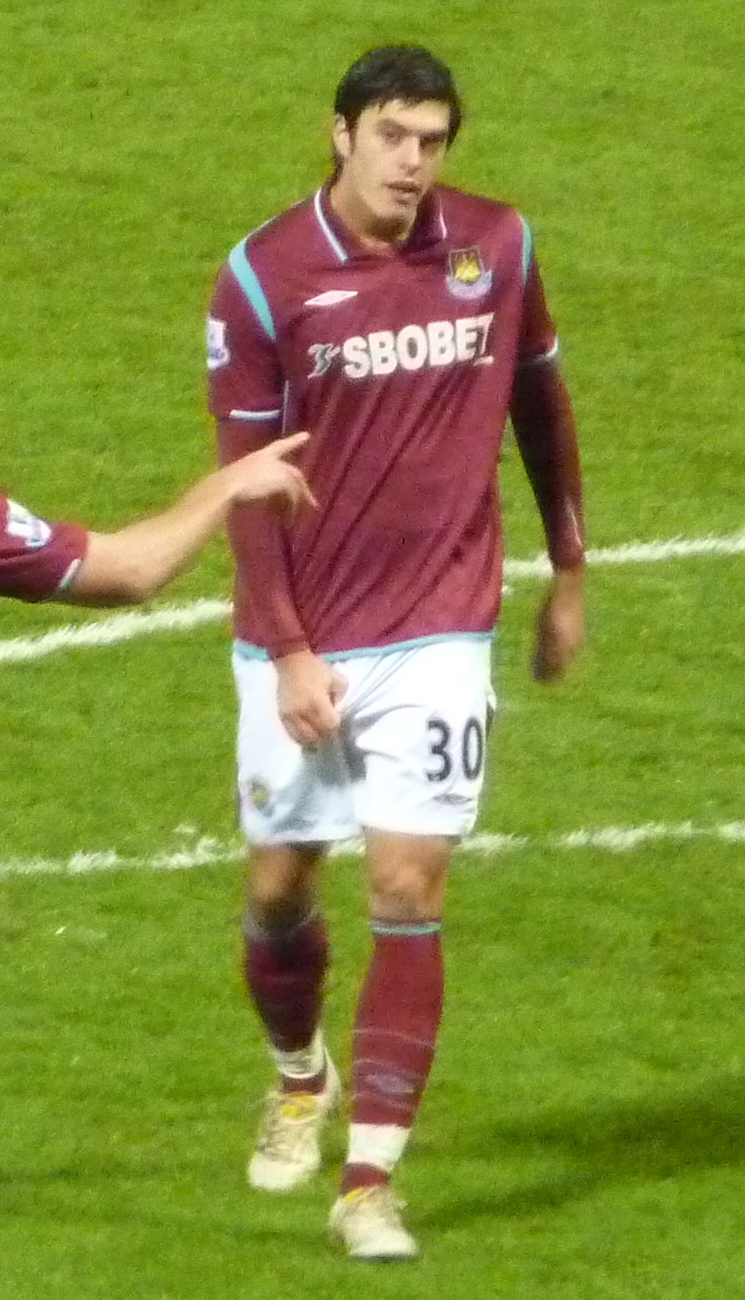
جايمس تومكنز

جايمس تومكنز (بالإنجليزية: James Tomkins)‏، من مواليد 29 مارس 1989 في باسيلدون في إنجلترا، لاعب كرة قدم إنجليزي.
بدأ مسيرته الكروية مع نادي وست هام يونايتد في عام 2006، وهو يلعب معهم حتى الآن.

## روابط خارجية
- جايمس تومكنز على موقع الاتحاد الأوربي (الإنجليزية)
- جايمس تومكنز على موقع قاعدة بيانات كرة القدم.إي يو (الإنجليزية)
- جايمس تومكنز على موقع Soccerbase.com (لاعب) (الإنجليزية)
- جايمس تومكنز على موقع Soccerway.com (الإنجليزية)
- جايمس تومكنز على موقع عالم كرة القدم.نت (الإنجليزية)
- جايمس تومكنز على موقع أوليمبيديا (الإنجليزية)
- جايمس تومكنز على موقع اللجنة الأولمبية البريطانية (الإنجليزية)
- جايمس تومكنز على موقع AS.com (الإسبانية)